# Levi Henriksen
Levi Henriksen (Kongsvinger, 15 maggio 1964) è uno scrittore e cantautore norvegese.

## Biografia
Quando la sua prima raccolta di racconti Feber venne pubblicata nel 2002, Henriksen catturò subito l'immaginazione del pubblico con la sua voce unica e carismatica. Questa è stato seguita nel 2003 da Ned, Ned, Ned, un'ulteriore selezione di racconti. La sua svolta è avvenuta nel 2004 con il suo romanzo Snø vil falle over snø som har falt, divenendo presto un best seller e ricevendo il premio Norwegian Booksellers' Prize.
Altri libri sono i romanzi Babylon Badlands (2006), Like østenfor regnet (2008), Dagen skal komme med blå vind (2011) e Harp Song (2014), i facili lettori Den aller siste mohikaner (2006) e Trekkspilltvillingene (2007), le raccolte di racconti Bare mjuke pakker under treet (2005) e Alt det som lå meg på hjertet (2009), così come la raccolta di poesie Kjære deg, min kjære (2010) e il libro di saggistica Mannen fra Montana (2009).
Il marchio di fabbrica di Henriksen è la capacità di combinare una voce maschile forte, a volte aggressiva con vulnerabilità. Le sue opere sono ambientate principalmente in un ambiente rurale duro e non sentimentale, che si trova scomodamente ai margini della vita urbana contemporanea; un luogo in cui si scontrano vecchi e nuovi valori e dove gli uomini lottano con le esigenze urbane contemporanee. 
Henriksen è stato un giornalista per molti anni su un giornale locale a Kongsvinger, una piccola città che appare in gran parte del suo lavoro, prima di diventare un autore a tempo pieno. Suona anche la chitarra e canta nella sua band "Levi Henriksen e Babylon Badlands", scrivendo testi di canzoni e composizione. 
Nel 2010, il premiato regista Bent Hamer, ha pubblicato un lungometraggio, Hjem til jul, basato su Bare mjuke pakker under treet per il successo di critica. 
Le opere di Levi Henriksen sono state tradotte in undici lingue.

## Premi
- Norwegian Booksellers' Prize, 2004

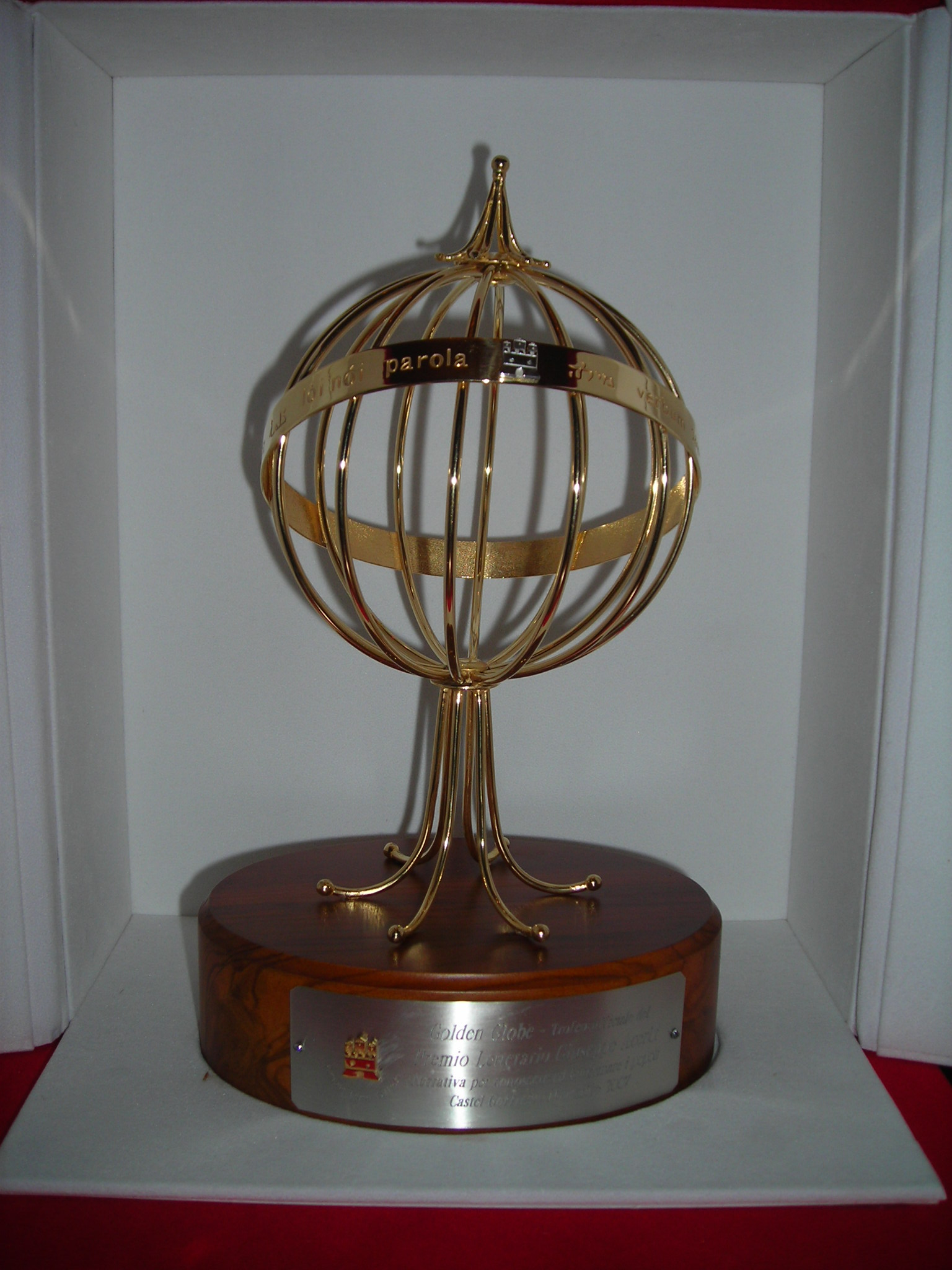
Premio letterario Giuseppe Acerbi.

- Vidar Sandbeck premio cultura, 2018[2]
- Premio letterario Giuseppe Acerbi, Norwegian Blues, 2018[3]